# Jamkhandi
Jamkhandi était un État princier des Indes, dirigé par des souverains qui portèrent le titre de "shrimant" puis de "radjah" que seul le dernier souverain régnant porta. Cette principauté qui subsista jusqu'en 1948 est aujourd'hui intégrer dans l'État du Karnataka.

## Liste des souverains de Jamkhandi de 1811 à 1948
- 1811 Ramchandra Rao Ier
- 1811-1840 Gopal Rao (1799-1840)
- 1840-1897 Ramchandra Rao II (1833-1897)
- 1897-1924 Parashuram Rao Ier (1883-1924)
- 1924-1947 Shankar Rao (1906-1947)
- 1947-1948 Parashuram Rao II (1926-1953)